# Cryptocoryne crispatula
Cryptocoryne crispatula — водное травянистое растение рода Криптокорина семейства Ароидные. 
До проведения Н. Якобсеном ревизии рода Cryptocoryne определялась как лат. Cryptocoryne balansae.

## Естественные разновидности
По данным The Plant List:
- Cryptocoryne crispatula var. balansae (Gagnep.) N. Jacobsen, 1991
syn. Cryptocoryne balansae Gagnep., Cryptocoryne kwangsiensis H.Li, Cryptocoryne longispatha Merr.
- Cryptocoryne crispatula var. crispatula
syn. Cryptocoryne bertelibansenii Rataj, Cryptocoryne bertelihansenii Rataj
- Cryptocoryne crispatula var. sinensis (Merr.) N. Jacobsen, 1991
syn. Cryptocoryne crispatula var. yunnanensis (H. Li) H. Li & N. Jacobsen, Cryptocoryne sinensis Merr., Cryptocoryne yunnanensis H.Li, Cryptocoryne yunnansis H.Li
- Cryptocoryne crispatula var. tonkinensis (Gagnep.) N. Jacobsen, 1991
syn. Cryptocoryne retrospiralis var. tonkinensis (Gagnep.) de Wit, Cryptocoryne tonkinensis Gagnep.

## Описание
Высота растений около 50 сантиметров. Стебель отсутствует.
Листья длинные, узкие, заострённые, на концах гофрированные. Жилкование листа продольное.
Корневая система развита слабо.

## Распространение
Бангладеш, Бирма, Камбоджа, Китай, Лаос, Таиланд, Вьетнам.

## Культивирование
При содержании в аквариуме оптимальной температурой является 24—28 °C, её снижение до 18 °C может привести к гибели растения. Химический состав воды большого значения не имеет — жёсткость может колебаться от 6 до 16 немецких градусов, вода должна быть нейтральной или слабощелочной (pH 7,0—7,5). В более мягкой и кислой воде растение подвержено «криптокориновой болезни» — при перепадах pH листья превращаются в киселеобразную массу и отмирают. Растение равномерно растёт в течение всего года, периодов покоя нет. Желательна периодическая (3—4 раза в месяц) подкормка минеральными удобрениями, содержащими микроэлементы.
Освещение может быть как ярким, так и умеренным, криптокорина хорошо переносит затенение. Наилучшие результаты достигаются при рассеянном освещении, по спектральному составу совпадающем с естественным. Продолжительность светового дня должна составлять не менее 12 часов. Грунт должен быть питательным, в его состав должны входить песок, мелкая и средняя галька, глина, торф, древесный уголь и ил из старого аквариума. Толщина грунта должна быть равна 3—4 сантиметрам. 

Как и все представители рода, Cryptocoryne crispatula — болотное растение, поэтому может культивироваться также в условиях палюдариума или влажной оранжереи. При этом температура должна быть 28—30 °C, освещение ярким, грунт питательным. В условиях оранжереи растение несколько уменьшается в размерах. 

В условиях аквариума криптокорина размножается только вегетативно, образуя корневые отводки или дочерние растения на корневище. В условиях оранжереи растение может цвести, однако семян не даёт.